# Compra de Luisiana

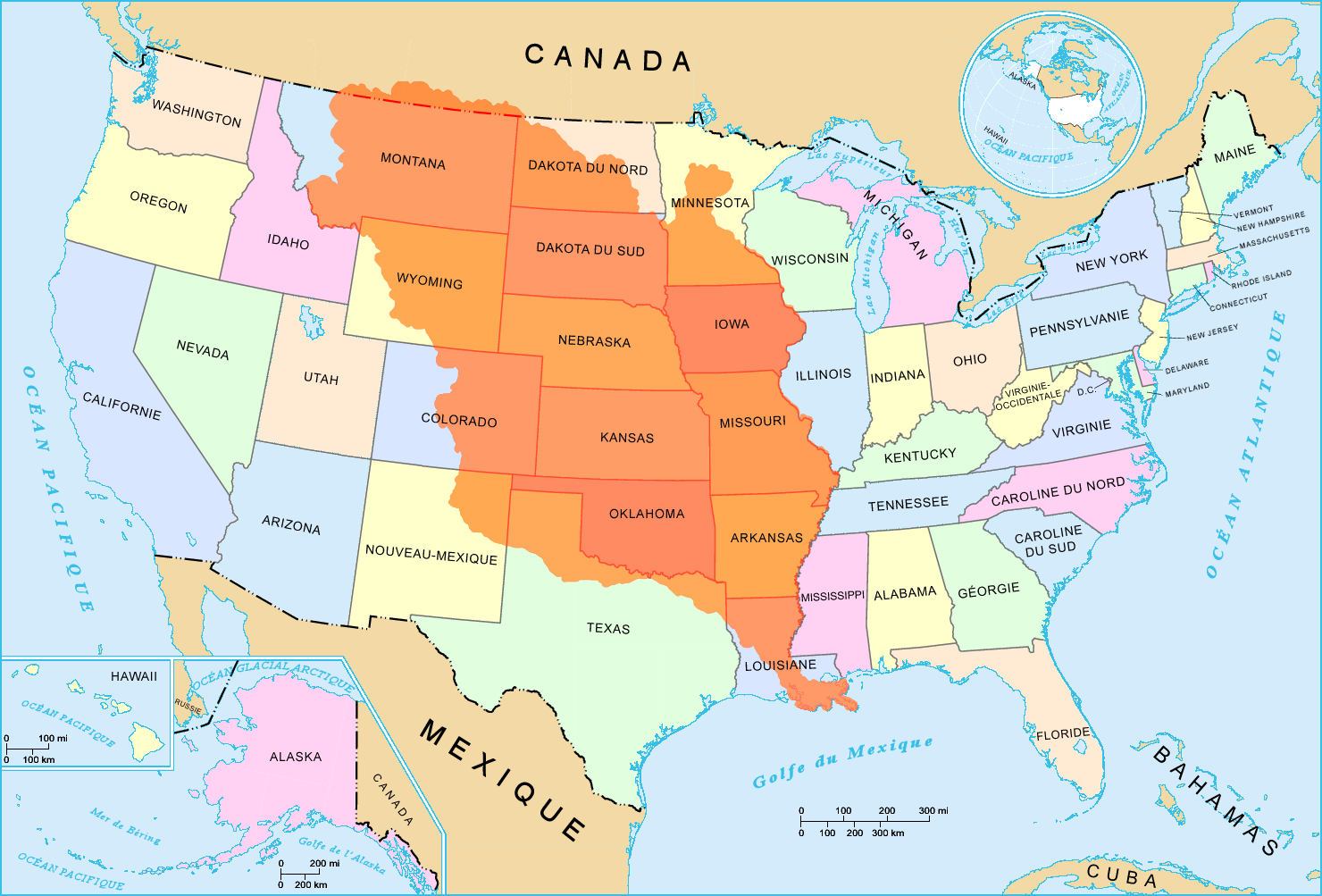
En tono anaranjado: áreas de la Luisiana francesa hacia 1803. Se pueden apreciar los estados norteamericanos actuales que abarcaba cuando fue comprada por los estadounidenses a Napoleón Bonaparte; al oeste de la Luisiana se encontraban las Provincias Interiores de la Nueva España, al noroeste el Territorio de Oregón (disputado entre Inglaterra, España, Rusia y luego Estados Unidos) y en el extremo sudeste la Florida española.

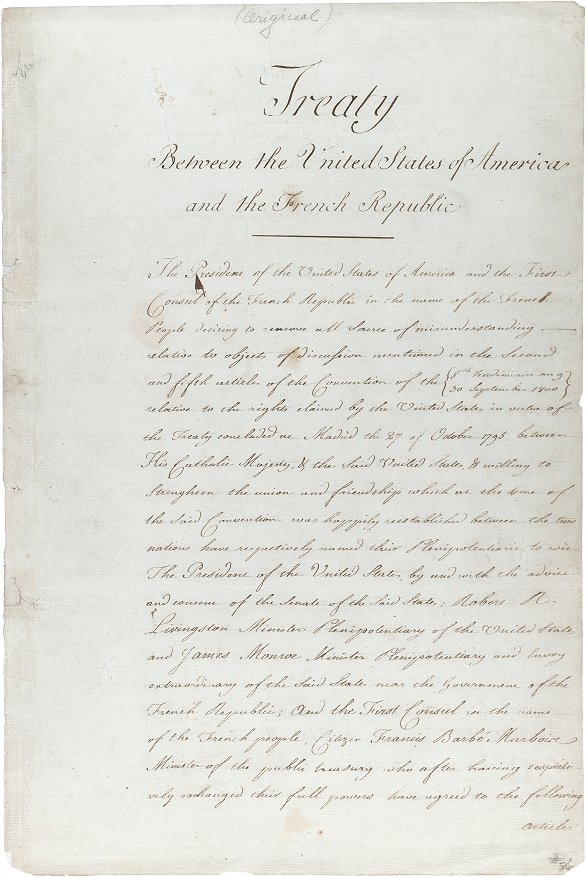
El documento del Tratado.

La compra de Luisiana fue una transacción comercial en el año 1803 mediante la cual Napoleón Bonaparte, entonces primer cónsul francés, faltando al acuerdo de retroventa a España, vendió a Estados Unidos 2 144 476 km² (529 911 680 acres) de posesiones francesas en América del Norte (cedidas por España) a un precio de alrededor de tres centavos por acre (7 dólares por hectárea); un precio total de quince millones de dólares u ochenta millones de francos franceses. Con los intereses, el territorio de Luisiana costó 23 213 568 dólares.
La vasta extensión objeto del tratado comprendía los territorios de los actuales estados de Arkansas, Misuri, Iowa, Oklahoma, Kansas, Nebraska, Minnesota al sur del río Misisipi, gran parte de Dakota del Norte, casi la totalidad de Dakota del Sur, el noreste de Nuevo México, el norte de Texas, una sección de Montana, Wyoming, Colorado al este de la divisoria continental, y Luisiana a ambos lados del río Misisipi, incluyendo la ciudad de Nueva Orleans. Además, la compra comprendía partes de las provincias actuales de Alberta y Saskatchewan, en el actual Canadá. Este territorio representa el 23 % de la superficie actual de los Estados Unidos.
La compra era importante para la presidencia de Thomas Jefferson, que se enfrentó a cierta resistencia interna a la compra. Aunque existían dudas acerca de la constitucionalidad de la adquisición del territorio, decidió comprar Luisiana porque no le gustaba la idea de que Francia y España tuvieran el poder de bloquear el acceso de comerciantes estadounidenses al puerto de Nueva Orleans. Esta negociación abrió a Estados Unidos el acceso al océano Pacífico e incrementó de forma espectacular su territorio, por lo que constituye uno de los acontecimientos históricos de mayores consecuencias en la historia de los últimos dos siglos de los Estados Unidos de América.

## Contexto
En 1803, La Luisiana era un vasto territorio de aproximadamente dos millones de km², que se extendía desde el río Misisipi hasta el oeste, y limitaba al norte con las posesiones británicas y al sur con los territorios de España. Estaba habitada por aproximadamente treinta y cinco mil personas de origen europeo, con una significativa población en Nueva Orleans, y un número indeterminado de nativos norteamericanos.
A finales del siglo XVIII, los Estados Unidos estaban interesados en asegurar el control de la navegación en el río Misisipi, lo que llevó a negociaciones con Francia. Francia había adquirido la Luisiana en 1800 mediante el Tratado de San Ildefonso (1800), que le otorgaba el control del territorio. Napoleón Bonaparte, consciente del riesgo de perder el territorio ante los ingleses y del menor interés estratégico en la región debido a la revolución en Haití, optó por vender la colonia a los Estados Unidos en 1803.
La venta fue formalizada a través del Tratado de Compra de Luisiana, en el cual Francia cedió el territorio a los Estados Unidos. Esta decisión no solo fue legal, sino también estratégica, permitiendo a Francia evitar una potencial pérdida del territorio y otorgar a los Estados Unidos un competidor en el mercado marítimo. Napoleón expresó que: «Esta venta no es un gran negocio para Francia, pero lo importante es que le daremos a los ingleses un competidor nuevo en su monopolio marítimo». La venta también impidió la posible reunificación de las colonias en Norteamérica.

## Los límites del territorio

La compra del territorio de la Luisiana fue una de las varias adquisiciones de territorio de los Estados Unidos. En el mapa, en color naranja.

Los límites de la cuenca del río Misisipi, definidos por las cabeceras de todos sus afluentes de la margen derecha, serían considerados los del nuevo territorio, por parte de los Estados Unidos. Su extensión se estimaba basándose en las exploraciones de Robert de La Salle. 
Enseguida se generó una disputa en España por esta cuestión. Los límites del territorio no habían sido fijados en el Tratado de Fontainebleau (1762), por el cual Francia lo cedía a España, ni en el Tratado de San Ildefonso (1800), de retrocesión en Francia, ni tampoco en el definitivo acuerdo de compra de 1803. Los Estados Unidos reclamaban que la Luisiana incluía toda la parte occidental de la cuenca del río Misisipí hasta la divisoria de aguas de las Montañas Rocosas y también la tierra que se extendía al sudeste hasta el río Bravo. España insistía en que comprendía solo la mitad occidental de la cuenca del Misisipi, con las ciudades de Nueva Orleans y San Luis. La relativamente estrecha franja de la Luisiana incluida en Virreinato de la Nueva España fue una provincia especial bajo la jurisdicción de la Capitanía General de Cuba, mientras que la vasta región que se extendía hacia el oeste en 1803 todavía era considerada como una parte de la Comandancia General de las Provincias Internas. La Luisiana quedó bajo el gobierno de la Capitanía de Cuba, como provincia independiente del virreinato de Nueva España, pero no formando parte de las Provincias Internas.
Del mismo modo, el límite norte del territorio adquirido lo constituía el igualmente mal definido límite con las posesiones británicas de la Tierra de Rupert, actualmente parte de Canadá. La compra, en principio, se extendía más allá del paralelo 50° norte. Aun así, el territorio al norte del paralelo 49° norte, incluyendo las cabeceras del río Milk y del río Poplar, fue cedido al Reino Unido a cambio de una parte de la cuenca del río Rojo al sur del paralelo 49° norte por la Convención Angloamericana de 1818. 
El límite oriental de la Luisiana comprada era el río Misisipi, desde su nacimiento hasta el paralelo 31° norte, si bien las fuentes del río Misisipi (el lago Itasca) todavía no se conocían. Pero el límite este al sur del paralelo 31° no estaba claro; los Estados Unidos reclamaban toda la tierra hasta el río Perdido, mientras que España declaraba que la frontera de su colonia de Florida estaba fijada en el río Misisipi. A primeros del 1804, el Congreso acordó la Mobile Act, que consideraba la Florida occidental integrada a los Estados Unidos (actualmente, es la salida al mar de los estados de Misisipi y Alabama). El Tratado de Adams-Onís, firmado con España en 1819, resolvió definitivamente esta cuestión, y actualmente el paralelo 31° norte y el río Perdido constituyen las fronteras norte y oeste, respectivamente, de la Florida continental u occidental. 
El límite meridional respecto de la Nueva España al principio tampoco estaba nada definido; el Tratado de Tierra Neutral de 1806 creó una franja neutral a lo largo del río Sabine durante un tiempo, hasta que el Tratado de Adams-Onís, en 1819, empezó a fijar la línea divisoria.
El límite occidental era desconocido pero el tratado Adams-Onís lo fijó como sigue: siguiendo el río Sabine hasta el paralelo 32, luego dirigiéndose al norte hasta el río Rojo, desde el río Rojo hasta el meridiano 100, sigue hasta el río Arkansas, después hasta la cabecera del Arkansas, sigue hacia el norte hasta el paralelo 42, y continúa hasta el océano Pacífico.

## Negociación

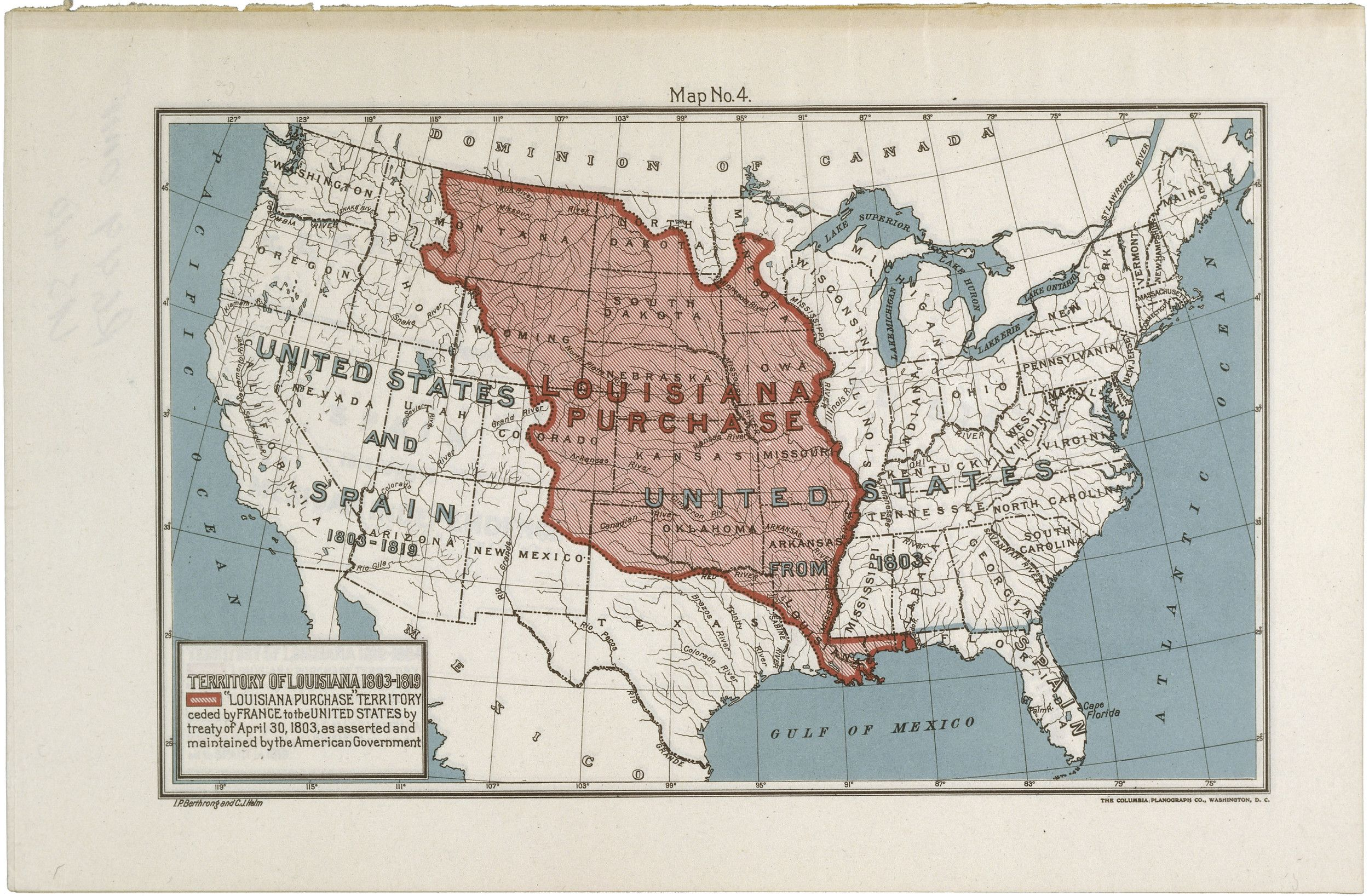
El territorio comprado de la Luisiana en un mapa de principios del.

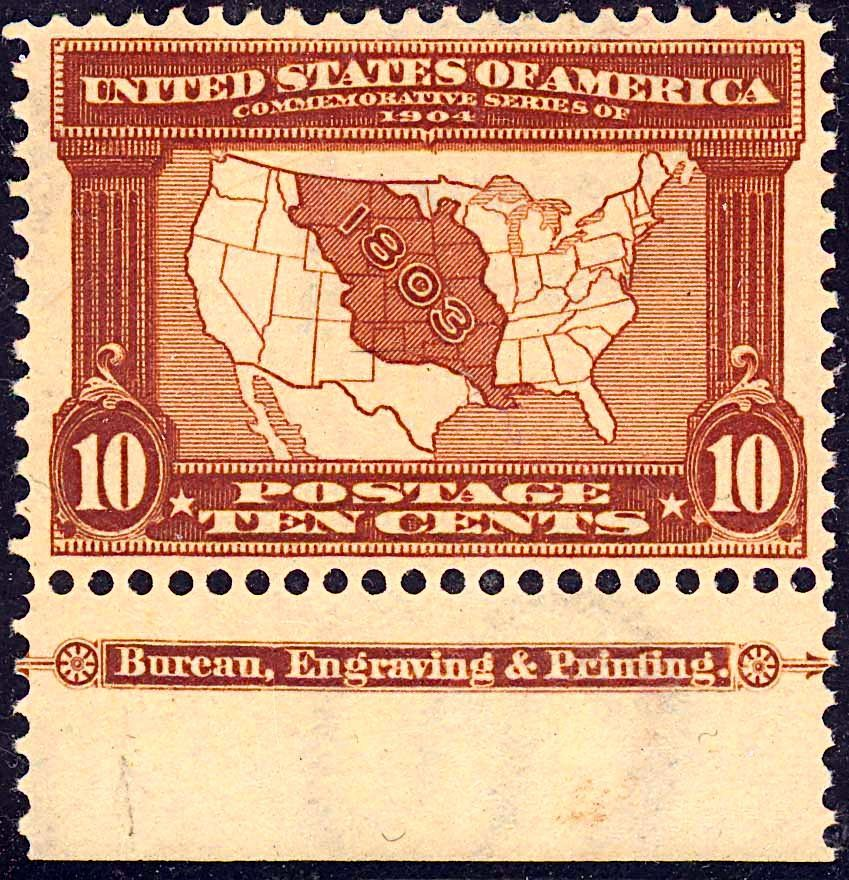
Sello que conmemora el centenario de la compra de Luisiana.

El presidente estadounidense Thomas Jefferson envía a sus emisarios a Francia por primera vez en 1801 dando inicio a las conversaciones.
Los estadounidenses, que solo buscaban comprar la parte ribereña, se vieron sorprendidos cuando los franceses les ofrecieron el terreno en su totalidad. La compra se llevó a cabo sin que nadie supiera exactamente las características del terreno. Se trataba de zonas inexploradas y no existía ningún tratado con España que determinara el límite entre los dos territorios.
Es verdad que la suma de dinero fue relativamente poca, pero para un joven país como lo era Estados Unidos, fue una suma considerable e incluso debió endeudarse para cubrirla. Sin embargo puede considerarse el negocio más rentable de la historia.

## Oposición interna
La adquisición del territorio de Luisiana no estuvo exenta de polémica en el ámbito local. La coherencia de los principios de Jefferson fue cuestionada a causa de su estricta interpretación de la Constitución. Muchos veían que Jefferson se comportaba de forma hipócrita, haciendo algo que habría criticado de haberlo hecho Alexander Hamilton. Los Federalistas se opusieron de forma férrea a la adquisición, apoyando establecer relaciones más estrechas con Gran Bretaña frente a Francia. Según ellos la compra era inconstitucional y creían que EE. UU. había pagado una gran cantidad de dinero solo para declarar la guerra a España. La Cámara de Representantes también se opuso a esta compra. El líder de la mayoría John Randolph lideró la oposición y se realizó una votación que aprobó la compra por un estrecho margen (59-57). Los Federalistas incluso intentaron probar que la tierra era posesión española, no francesa, si bien los documentos indicaban lo contrario. Los federalistas temían que el poder político de los estados de la costa este fuese amenazado por los nuevos ciudadanos del oeste, produciéndose un conflicto entre los banqueros de Nueva Inglaterra y la población de las granjas del oeste. Además se temía que los nuevos estados esclavistas que surgieran aumentasen la tensión entre el norte y el sur. Un grupo de federalistas liderados por el senador por Massachusetts Timothy Pickering incluso fue más lejos ideando un plan para segregar el norte ofreciéndole a Aaron Burr la presidencia de la nueva confederación si conseguía que Nueva York se uniera a ella. La relación de Burr con Alexander Hamilton que terminó con dicho movimiento separatista se deterioró durante ese período, acabando con un duelo de pistola que acabaría con la vida del segundo en 1804.

## Firma del tratado

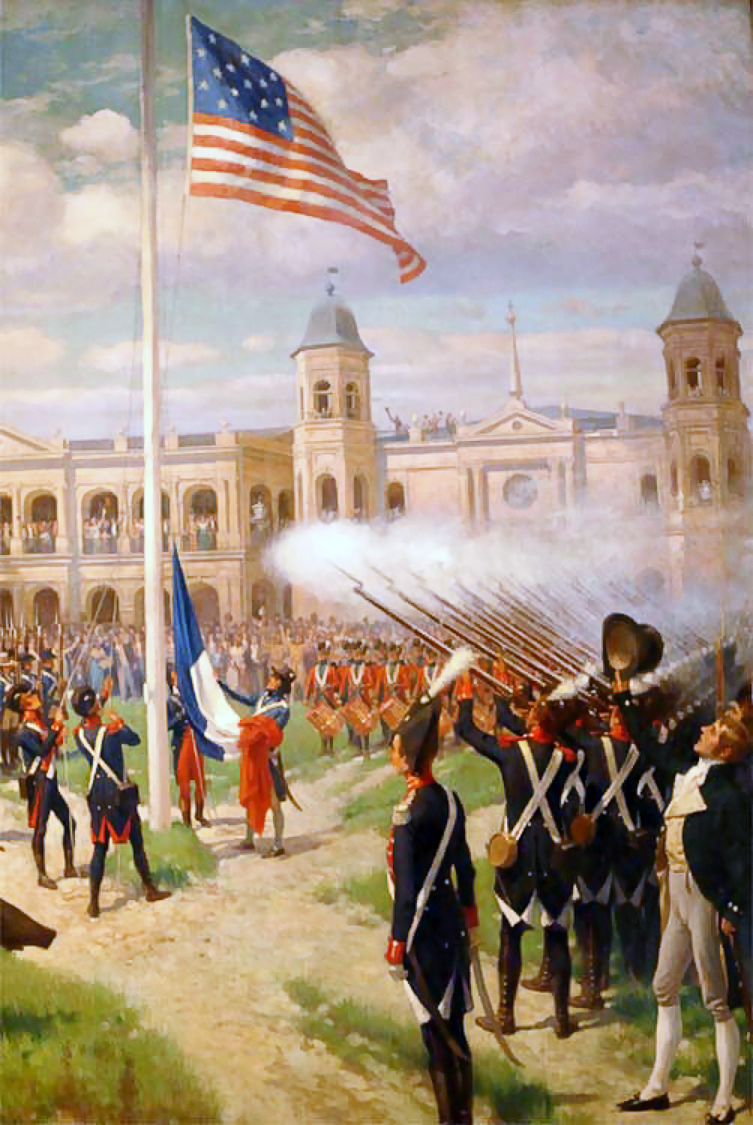
Dibujo de Thure de Thulstrup que muestra el momento en que se arría la bandera francesa y se iza la estadounidense, que representa simbólicamente la transferencia de soberanía en Nueva Orleans, 20 de diciembre de 1803.

El 2 de mayo de 1803 el tratado que establecía los términos para la adquisición de Luisiana fue firmado por Robert R. Livingston, James Monroe y Barbé Marbois en París. Jefferson anunció a su país el tratado el 4 de julio. Después de la firma de este acuerdo Livingston declaró: "Aunque hemos vivido mucho este es la más noble tarea de nuestras vidas... Desde este día los Estados Unidos ocupan su lugar entre las potencias de primer rango". El Senado ratificó la compra por un amplio margen (24-7) el 20 de octubre del mismo año. Al día siguiente se autorizaba al presidente Jefferson a establecer un gobierno militar interino. En la legislación promulgada el 31 de octubre el Congreso ordenó que las autoridades civiles locales continuasen en sus puestos tal y como se habían mantenido bajo el mandato francés y autorizó al presidente a usar el ejército para mantener el orden. Asimismo se dispusieron planes para mandar misiones a explorar y cartografiar el territorio, la más célebre de las mismas fue la expedición de Lewis y Clark.
Francia abandonó Nueva Orleans (Que había recibido el 30 de noviembre del último gobernador español Juan Manuel de Salcedo) el 20 de diciembre de 1803 en El Cabildo. El 10 de marzo del año siguiente una ceremonia en San Luis representó formalmente la transferencia del territorio a las nuevas autoridades. 
Con fecha de 1 de octubre de 1804 el nuevo territorio adquirido fue subdividido en Territorio de Orleans (que formaba parte del estado de Luisiana) y el Distrito de Luisiana que pasó a formar parte del Territorio de Indiana.

## Afirmación de la soberanía estadounidense
Tras la expedición de Lewis y Clark, el gobierno de los Estados Unidos se esforzó por controlar efectivamente toda la región, puesto que el comercio a lo largo de los ríos Misisipi y Misuri todavía estaba controlado por comerciantes británicos y franceses y sus aliados indios, especialmente los sauk. Fort Bellefontaine fue reconvertido en un establecimiento militar estadounidense cerca de San Luis en 1804. En 1808 se construyeron dos nuevos fuertes militares que incorporaban sendas factorías comerciales, Fort Osage (Sibley) en el río Misuri y Fort Madison en el alto Misisipi. Durante la Guerra anglo-estadounidense de 1812-1815, los británicos y sus aliados indios derrotaron a las fuerzas norteamericanas en el alto Misisipi; tanto Fort Osage como Fort Madison fueron abandonados, al igual que varios fuertes construidos por los estadounidenses durante la guerra, incluyendo Fort Johnson y Fort Shelby, en Wisconsin. Después de que fuera confirmada la posesión estadounidense de la región por el Tratado de Gante, se edificaron o bien ampliar fuertes a lo largo de los ríos Misisipi y Misuri, incluidas la ampliación de Fort Bellefontaine y la construcción de Fort Armstrong (1816) y de Fort Edwards (1816) en Illinois, Fort Crawford (1816) en Prairie du Chien, Wisconsin, Fort Snelling (1819) en Minnesota, y Fort Atkinson (1819) en Nebraska.

## Financiación
El gobierno de los Estados Unidos utilizó una combinación de bonos soberanos y la asunción de deudas francesas. Debido a la inminente guerra contra el Reino Unido (iniciada en mayo de 1803), los bancos franceses no querían comprar ni negociar con bonos estadounidenses. Por lo tanto, los diplomáticos estadounidenses Livingston y Monroe recomendaron las casas Baring, de Londres, y Hope, de Ámsterdam, para que garantizasen la transacción ante el gobierno francés. Como que tenían la reputación de ser las dos firmas financieras más estables de Europa, y puesto que Napoleón quería recibir su dinero con la mayor brevedad posible, el ministro francés de Finanzas, Barbé-Marbois, negoció con los dos bancos por convertir los bonos que Francia quería recibir en metálico. Nada más recibir los bonos estadounidenses, el gobierno francés los vendió a Baring y a Hope con descuento. 
El documento original de la compra de la Luisiana estuvo expuesto en el vestíbulo de entrada de la sede del Barings Bank, en Londres, hasta que esta entidad quebró en 1995, y ahora lo guarda la entidad ING Group, que compró Barings.